# Sejm elekcyjny 1764
Sejm elekcyjny 1764 – I Rzeczypospolitej zwołany 13 lipca 1764 roku do Warszawy w celu przeprowadzenia elekcji króla Stanisława Augusta Poniatowskiego.
Sejmiki przedsejmowe w województwach odbyły się 23 sierpnia 1764 roku. Marszałkiem sejmu obrano Józefa Sosnowskiego pisarza wielkiego litewskiego. 
Obrady sejmu trwały od 27 sierpnia do 8 września 1764 roku.